# Augochloropsis aurifluens
Augochloropsis aurifluens är en biart som först beskrevs av Joseph Vachal 1903.  Augochloropsis aurifluens ingår i släktet Augochloropsis och familjen vägbin. Inga underarter finns listade.